# Lijst van spelers van Cardiff City FC
Deze lijst omvat voetballers die bij de Welshe voetbalclub Cardiff City FC spelen of gespeeld hebben. De spelers zijn alfabetisch gerangschikt.

## A
- Kevin Aherne-Evans
- Gareth Ainsworth
- Neil Alexander
- Ivor Allchurch
- Adrian Alston
- Byron Anthony
- Neal Ardley

## B
- Lee Baddeley
- Leandro Bacuna
- Ian Baird
- Billy Baker
- Colin Baker
- Paul Bannon
- Chris Barker
- Kevin Bartley
- George Beadles
- Chris Beech
- Craig Bellamy
- Filip Benković
- Mickey Bennett
- Tony Bird
- George Blackburn
- Jimmy Blair
- Darcy Blake
- Nathan Blake
- Ernest Blenkinsop
- Paul Bodin
- Omar Bogle
- Willie Boland
- Mark Bonner
- Jay Bothroyd
- Michael Boulding
- Jason Bowen
- Terence Boyle
- Paul Brayson
- Matthew Brazier
- Derek Brazil
- Jason Brown
- Jonathan Brown
- Lee Bullock
- Chris Burke
- Deon Burton
- Jason Byrne
- Stephen Bywater

## C
- Lee Camp
- Andy Campbell
- Kevin Campbell
- Tony Capaldi
- Willie Carlin
- Richard Carpenter
- Anthony Carss
- John Carver
- James Chambers
- Jeff Chandler
- John Charles
- Michael Chopra
- Royston Clarke
- Stacy Coldicott
- James Collins
- Miguel Comminges
- Craig Conway
- Kevin Cooper
- Michael Corcoran
- John Cornforth
- Don Cowie
- Neil Cox
- Gary Croft
- Glen Crowe
- Ernest Curtis

## D
- Carl Dale
- Jermaine Darlington
- Leonard Davies
- Stanley Davies
- Ken De Mange
- Mark Delaney
- Darren Dennehy
- Stephen Derrett
- Danny Drinkwater
- William Durban
- Philip Dwyer

## E
- Robert Earnshaw
- Jamal Easter
- Jeffrey Eckhardt
- George Edwards
- Jay Emmanuel-Thomas
- Peter Enckelman
- Kelvin Etuhu
- Alex Evans
- Herbert Evans
- John Hugh Evans
- Terry Evans

## F
- Winston Faerber
- Zhiyi Fan
- Ibrahim Farah
- Tom Farquharson
- Mark Farrington
- Warren Feeney
- Andrea Ferretti
- Ian Feuer
- Steven Flack
- Stuart Fleetwood
- Willo Flood
- Brian Flynn
- Alan Foggon
- Michael Ford
- Trevor Ford
- David Forde
- Leo Fortune-West
- William Foulkes
- Jason Fowler
- Robbie Fowler

## G
- Daniel Gabbidon
- Anthony Gerrard
- Rudy Gestede
- Kerrea Gilbert
- David Giles
- Martyn Giles
- Robert Glatzel
- Luigi Glombard
- Gavin Gordon
- Julian Gray
- Matt Green
- Ryan Green
- Chris Greenacre
- Mark Grew
- Cohen Griffith
- Aron Gunnarsson
- Chris Gunter
- Gábor Gyepes

## H
- Jonathan Hallworth
- Derrick Hamilton
- Terry Harkin
- James Harper
- Alan Harrington
- Mark Harris
- Jimmy Floyd Hasselbaink
- Simon Haworth
- Ron Healey
- Tom Heaton
- Ronald Hewitt
- Daniel Hill
- Barry Hole
- Matt Holmes
- Mark Howard
- Ronald Howells
- Mark Hudson
- Ceri Hughes
- David Hughes
- Ritchie Humphreys

## I
- Lex Immers
- Junichi Inamoto
- Sam Irving

## J
- Joe Jacobson
- Robert James
- Lee Jarman
- Nathaniel Jarvis
- Stephen Jenkins
- Cameron Jerome
- Martin John
- Eddie Johnson
- Glenn Johnson
- Roger Johnson
- Barrie Jones
- Kenneth Jones
- Leslie Jones

## K
- Malvin Kamara
- Graham Kavanagh
- Frederick Keenor
- Dekil Keinan
- Seamus Kelly
- Lee Kendall
- Mark Kennedy
- Andy Keogh
- Filip Kiss
- Phil Kite
- Alan Knill
- Demitrios Konstantopoulos
- Toni Koskela
- Jason Koumas

## L
- Richard Langley
- George Latham
- Liam Lawrence
- Denis Lawson
- Joe Ledley
- Alan Lee
- Arran Lee-Barrett
- Andy Legg
- Arthur Lever
- James Lewis
- Kyle Lightbourne
- Glenn Loovens
- Josh Low

## M
- Ian MacLean
- Steven MacLean
- Josh Magennis
- Alan Mahon
- Martyn Margetson
- David Marshall
- Mick Martin
- Chris Marustik
- Joe Mason
- Adam Matthews
- Leyton Maxwell
- Joel McAnuff
- Jimmy McCambridge
- John McClelland
- Ross McCormack
- Scott McCulloch
- Brian McDermott
- Curtis McDonald
- Patsy McIlvenny
- Nick McKoy
- Kevin McNaughton
- Stephen McPhail
- Jonathan Meades
- Craig Middleton
- Paul Millar
- Kenny Miller
- Graham Mitchell
- Steve Mokone
- Graham Moore
- Kieffer Moore
- Aaron Morris
- Sean Morrison
- Carl Muggleton
- Phil Mulryne

## N
- Lee Naylor
- Guylain Ndumbu-Nsungu
- James Nelson
- Edward Newton
- John Nicholls
- Kurt Nogan
- Kevin Nugent

## O
- Tim O'Connor
- Wayne O'Sullivan
- Michael Oakes
- Charlie Oatway
- Sheyi Ojo
- Seyi Olofinjana
- Adedeji Oshilaja
- Quincy Owusu-Abeyie

## P
- Robert Page
- Elliott Parish
- Jon Parkin
- Paul Parry
- Dave Penney
- Russel Perrett
- Jason Perry
- Leighton Phillips
- Chris Pike
- Jim Platt
- Keith Pontin
- David Powell
- Spencer Prior
- Darren Purse

## Q
- Paul Quinn

## R
- Gavin Rae
- Joe Ralls
- Aaron Ramsey
- Paul Ramsey
- Frank Rankmore
- Kevin Ratcliffe
- Iwan Redan
- Gil Reece
- Billy Rees
- George Reid
- Stanley Richards
- Nicholas Richardson
- Michael Ricketts
- Chris Riggott
- Walter Robbins
- Christian Roberts
- David Roberts
- Keith Robson
- Ian Rodgerson
- Peter Rodrigues
- Wayne Routledge
- Chris Rutherford

## S
- Kingsley Salami
- Jlloyd Samuel
- Jordan Santiago
- Dean Saunders
- Andrew Saville
- Peter Sayer
- Kasper Schmeichel
- Jörn Schwinkendorf
- Riccardo Scimeca
- Damon Searle
- Paul Shaw
- Alf Sherwood
- Derek Showers
- James Simmonds
- Trevor Sinclair
- Tom Sloan
- Bert Smith
- Mark Smith
- Alex Smithies
- Frederick Stansfield
- Phil Stant
- Ron Stitfall
- Gareth Stoker
- Derrick Sullivan
- Chris Summers
- Maurice Swan

## T
- Solomon Taiwo
- Derek Tapscott
- Andrew Taylor
- Stuart Taylor
- Kévin Théophile-Catherine
- Danny Thomas
- David Thomas
- Martin Thomas
- Rod Thomas
- Andrew Thompson
- Garry Thompson
- Steven Thompson
- Peter Thorne
- John Toshack
- Ross Turnbull
- Ben Turner

## V
- Anthony Vaughan
- Nigel Vaughan
- Graham Vearncombe
- Tony Vidmar
- Tony Villars
- Haris Vučkić

## W
- Ian Walsh
- Mark Walton
- Simon Walton
- Dai Ward
- Danny Ward
- Gavin Ward
- Tony Warner
- Frederick Warren
- Tom Watson
- Colin Webster
- Rhys Weston
- Gareth Whalley
- Jeff Whitley
- Peter Whittingham
- Nathan Wigg
- Aaron Wildig
- Yanic Wildschut
- Darren Williams
- Glyn Williams
- John Williams
- Steve Williams
- George Wood
- Alan Wright

## Y
- Edward Youds
- Scott Young

## Z
- Peter Zois